# Стара Дембова-Воля
Стара Дембова-Воля (пол. Stara Dębowa Wola) — село в Польщі, у гміні Бодзехув Островецького повіту Свентокшиського воєводства.
Населення — 332 особи (2011).
У 1975-1998 роках село належало до Келецького воєводства.

## Демографія
Демографічна структура на день 31 березня 2011 року:
|          | Загалом | Допрацездатний вік | Працездатний вік | Постпрацездатний вік |
| -------- | ------- | ------------------ | ---------------- | -------------------- |
| Чоловіки | 160     | 33                 | 109              | 18                   |
| Жінки    | 172     | 28                 | 109              | 35                   |
| Разом    | 332     | 61                 | 218              | 53                   |